# ニシキファイナンス
ニシキファイナンスは、かつて存在した日本の貸金業者（ノンバンク）。主に事業者向けローン（事業者金融）・手形割引等を扱っていたが、平成7年7月に894億円の負債を抱えて倒産し、破産宣告を受けた。

## 事件の概要
銀行からの借り入れが困難な中小・零細事業者向けに貸し付けを行う、いわゆる商工ローン（事業者金融）として成長した。しかし、融資の際に債務者から融資額の数倍の手形を預かり、これを債務者に無断で再割引、譲渡担保等の方法で自らの資金調達に充てていたため、ニシキファイナンスの倒産に伴って、債務者は自らの借入額の数倍に相当する手形金の支払を求められるという事態に陥った。再割引先は、善意の第三者である金融機関が大半であったため（例外：大阪信用組合）、債務者は、抗弁を主張することができず、多くは連鎖倒産に陥った。このようなニシキファイナンスの手形先預かり商法による被害者は全国で2200業者、無断換金された手形金額は総額257億円にのぼり、また連鎖倒産の件数も640件で、件数からすれば、戦後最悪の連鎖倒産といわれている。

## 事件の経過
- 1995年7月 倒産
- 1995年8月 大阪地方裁判所から破産宣告を受ける。破産管財人は米田実弁護士。
- 1996年9月 泉秀男社長らが詐欺容疑で逮捕される。